# Copa do Mundo de ciclismo em pista de 1995
A Copa do Mundo de ciclismo em pista de 1995 é uma competição de ciclismo em pista organizada pela União Ciclista Internacional. Esta terceira edição compunha-se 6 séries.

## Homens

### Quilómetro
| Data                      | Lugar      | Vencedor         | 2                     | 3                     |
| ------------------------- | ---------- | ---------------- | --------------------- | --------------------- |
| 19-21 de maio de 1995     | Atenas     | Hervé Thuet      | Gianluca Capitano     | Sören Lausberg        |
| 9-11 de junho de 1995     | Cottbus    | Grzegorz Krejner | Frédéric Lancien      | José Antonio Escuredo |
| 13-15 de julho de 1995    | Adelaide   | Florian Rousseau | Yuichiro Kamiyama     | Danny Day             |
| 18-20 de julho de 1995    | Tóquio     | Benoît Vêtu      | Grzegorz Krejner      | Jens Glücklich        |
| 25-27 de agosto de 1995   | Manchester | Benoît Vêtu      | José Antonio Escuredo | Michael Scheurer      |
| 15-17 de setembro de 1995 | Quito      |                  |                       |                       |

### Keirin
| Data                      | Lugar      | Vencedor          | 2.º             | 3.º                   |
| ------------------------- | ---------- | ----------------- | --------------- | --------------------- |
| 19-21 de maio de 1995     | Atenas     | Patrice Sulpice   | Eyk Pokorny     | José Antonio Escuredo |
| 9-11 de junho de 1995     | Cottbus    | Gianluca Capitano | Michael Hübner  | Frédéric Magné        |
| 13-15 de julho de 1995    | Adelaide   | Gary Neiwand      | Darryn Hill     | Emanuel Raasch        |
| 18-20 de julho de 1995    | Tóquio     | Darryn Hill       | Gary Neiwand    | Emanuel Raasch        |
| 25-27 de agosto de 1995   | Manchester | Frédéric Magné    | Marty Nothstein | Eric Schoefs          |
| 15-17 de setembro de 1995 | Quito      |                   |                 |                       |

### Velocidade individual
| Data                      | Lugar      | Vencedor        | 2.º                | 3.º               |
| ------------------------- | ---------- | --------------- | ------------------ | ----------------- |
| 19-21 de maio de 1995     | Atenas     | Patrice Sulpice | Federico Paris     | Marty Nothstein   |
| 9-11 de junho de 1995     | Cottbus    | Jens Fiedler    | Frédéric Magné     | Viesturs Bērziņš  |
| 13-15 de julho de 1995    | Adelaide   | Darryn Hill     | Gary Neiwand       | Patrice Sulpice   |
| 18-20 de julho de 1995    | Tóquio     | Darryn Hill     | Florian Rousseau   | Tomohiro Kitagawa |
| 25-27 de agosto de 1995   | Manchester | Marty Nothstein | Lars Brian Nielsen | Frédéric Magné    |
| 15-17 de setembro de 1995 | Quito      |                 |                    |                   |

### Velocidade por equipas
| Data                      | Lugar      | Vencedor                                                         | 2.º                                                                     | 3.º                                                                     |
| ------------------------- | ---------- | ---------------------------------------------------------------- | ----------------------------------------------------------------------- | ----------------------------------------------------------------------- |
| 19-21 de maio de 1995     | Atenas     | França · Hervé Robert Thuet · Florian Rousseau · Patrice Sulpice | Rússia · Serguei Bohanchev · Alexei Zinóviev · Alexandr Khromikh        | Alemanha · Sören Lausberg · Michael Scheurer · Matthias Schulze         |
| 9-11 de junho de 1995     | Cottbus    | Alemanha · Michael Hübner · Jens Fiedler · Michael Scheurer      | Itália · Gabriele Gentile · Gianmarco Agostini · Gianluca Capitano      | Grécia · Dimitris Georgalis · Georgios Himonetos · Labros Vassilopoulos |
| 13-15 de julho de 1995    | Adelaide   | França · Florian Rousseau · Patrice Sulpice · Benoît Vétu        | Austrália · Gary Neiwand · Darryn Hill · Danny Day                      | Alemanha · Jens Glücklich · Emanuel Raasch · Christian Schink           |
| 18-20 de julho de 1995    | Tóquio     | França · Florian Rousseau · Patrice Sulpice · Benoît Vêtu        | Nova Zelândia · Darren McKenzie-Potter · William Rastrick · Julian Dean | Japão · Saito · Tsutumo Yokota · Narihiro Inamura                       |
| 25-27 de agosto de 1995   | Manchester | Itália · Roberto Chiappa · Gianluca Capitano · Federico Paris    | Espanha · José Antonio Escuredo · Isaac Gálvez · José Manuel Moreno     | França · Frédéric Magné · Benoît Vêtu · Hervé Thuet                     |
| 15-17 de setembro de 1995 | Quito      |                                                                  |                                                                         |                                                                         |

### Perseguição individual
| Data                      | Lugar      | Vencedor           | 2.º                | 3.º                |
| ------------------------- | ---------- | ------------------ | ------------------ | ------------------ |
| 19-21 de maio de 1995     | Atenas     | Graeme Obree       | Dietmar Müller     | Jan Bo Petersen    |
| 9-11 de junho de 1995     | Cottbus    | Graeme Obree       | Jens Lehmann       | Philippe Ermenault |
| 13-15 de julho de 1995    | Adelaide   | Graeme Obree       | Philippe Ermenault | Haydn Bradbury     |
| 18-20 de julho de 1995    | Tóquio     | Philippe Ermenault | Graeme Obree       | Friedrich Berein   |
| 25-27 de agosto de 1995   | Manchester | Andrea Collinelli  | Graeme Obree       | Jan Bo Petersen    |
| 15-17 de setembro de 1995 | Quito      |                    |                    |                    |

### Perseguição por equipas
| Data                      | Lugar      | Vencedor                                                                  | 2.º                                                                               | 3.º                                                                                      |
| ------------------------- | ---------- | ------------------------------------------------------------------------- | --------------------------------------------------------------------------------- | ---------------------------------------------------------------------------------------- |
| 19-21 de maio de 1995     | Atenas     | Alemanha · Robert Bartko · Ronny Lauke · Thorsten Rund · Heiko Szonn      | França · Cyril Bos · Carlos Da Cruz · Éric Magnin · Jean-Michel Monin             | Dinamarca · Frederik Bertelsen · Michael Steen Nielsen · Michael Sandstød · Jesper Verdi |
| 9-11 de junho de 1995     | Cottbus    | Alemanha · Guido Fulst · Jens Lehmann · Robert Bartko · Christian Bach    | Itália · Andrea Collinelli · Federico De Beni · Mauro Trentini · Alessandro Romio | Rússia · Viatcheslav Kouznetsov · Anton Schantir · Eduard Gritsun · Alexei Markov        |
| 13-15 de julho de 1995    | Adelaide   | França · Philippe Ermenault · Éric Magnin · Jean-Michel Monin · Cyril Bos | Austrália · Brett Aitken · Tony Homan · Hayden Bradbury · James Cross             | Alemanha · Uwe Messerschmidt · Rüdiger Knispel · Olaf Pollack · Stefan Steinweg          |
| 18-20 de julho de 1995    | Tóquio     | França · Philippe Ermenault · Éric Magnin · Jean-Michel Monin · Cyril Bos | Alemanha · Uwe Messerschmidt · Rüdiger Knispel · Olaf Pollack · Stefan Steinweg   | Polónia · Grzegorz Krejner · Robert Karsnicki · Golab · Jarosław Rębiewski               |
| 25-27 de agosto de 1995   | Manchester | Alemanha · Christian Lademann · Ronny Lauke · Thorsten Rund · Heiko Szonn | Rússia · Viatcheslav Kouznetsov · Anton Schantir · Eduard Gritsun · Alexei Markov | Dinamarca · Frederik Bertelsen · Klaus Kynde · Michael Steen Nielsen · Lars Otto Olsen   |
| 15-17 de setembro de 1995 | Quito      | Alemanha                                                                  | Nova Zelândia · Julian Dean · Gregory Henderson · Tim Carswell · Lee Vertongen    |                                                                                          |

### Corrida por pontos
| Data                      | Lugar      | Vencedor         | 2.º           | 3.º              |
| ------------------------- | ---------- | ---------------- | ------------- | ---------------- |
| 19-21 de maio de 1995     | Atenas     | Andreas Beikirch | Bruno Risi    | Jan Bo Petersen  |
| 9-11 de junho de 1995     | Cottbus    | Serge Barbara    | Dirk Copeland | Peter Pieters    |
| 13-15 de julho de 1995    | Adelaide   | Franz Stocher    | Martijn Lust  | Serge Barbara    |
| 18-20 de julho de 1995    | Tóquio     | Brett Aitken     | Serge Barbara | Stefan Steinweg  |
| 25-27 de agosto de 1995   | Manchester | Bruno Risi       | Franz Stocher | Andreas Beikirch |
| 15-17 de setembro de 1995 | Quito      | Glenn McLeay     |               |                  |

### Americana
| Data                      | Lugar      | Vencedor                                        | 2.º                                             | 3.º                                            |
| ------------------------- | ---------- | ----------------------------------------------- | ----------------------------------------------- | ---------------------------------------------- |
| 19-21 de maio de 1995     | Atenas     | Bélgica · Etienne De Wilde · Lorenzo Lapage     | Suíça · Bruno Risi · Kurt Betschart             | Áustria · Wolfgang Kotzmann · Roland Garber    |
| 9-11 de junho de 1995     | Cottbus    | Alemanha · Andreas Beikirch · Uwe Messerschmidt | Áustria · Wolfgang Kotzmann · Roland Garber     | Espanha · Miquel Alzamora · Adolfo Alperi      |
| 13-15 de julho de 1995    | Adelaide   | Áustria · Franz Stocher · Werner Riebenbauer    | Alemanha · Stefan Steinweg · Uwe Messerschmidt  | Países Baixos · Martijn Lust · Robert Slippens |
| 18-20 de julho de 1995    | Tóquio     | França · Serge Barbara · Cyril Bos              | Alemanha · Stefan Steinweg · Uwe Messerschmidt  | Austrália · Brett Aitken · Tony Homan          |
| 25-27 de agosto de 1995   | Manchester | Itália · Silvio Martinello · Marco Villa        | Alemanha · Andreas Beikirch · Uwe Messerschmidt | Suíça · Bruno Risi · Kurt Betschart            |
| 15-17 de setembro de 1995 | Quito      |                                                 |                                                 |                                                |

## Mulheres

### 500 metros
| Data                      | Lugar      | Vencedor                | 2.º                     | 3.º                      |
| ------------------------- | ---------- | ----------------------- | ----------------------- | ------------------------ |
| 19-21 de maio de 1995     | Atenas     | Félicia Ballanger (FRA) | Galina Enioukhina (RUS) | Antonella Bellutti (ITA) |
| 9-11 de junho de 1995     | Cottbus    | Félicia Ballanger (FRA) | Erika Salumäe (EST)     | Oksana Grichina (RUS)    |
| 13-15 de julho de 1995    | Adelaide   | Felicia Ballanger       | Erika Salumäe           | Michelle Ferris          |
| 18-20 de julho de 1995    | Tóquio     | Erika Salumäe           | Chang Yubin             | Felicia Ballanger        |
| 25-27 de agosto de 1995   | Manchester | Felicia Ballanger       | Erika Salumäe           | Annett Neumann           |
| 15-17 de setembro de 1995 | Quito      | Erika Salumäe (EST)     | Oksana Grichina (RUS)   | Rita Razmaitė (LTU)      |

### Velocidade individual
| Data                      | Lugar      | Vencedor              | 2.º                     | 3.º                   |
| ------------------------- | ---------- | --------------------- | ----------------------- | --------------------- |
| 19-21 de maio de 1995     | Atenas     | Oksana Grichina (RUS) | Félicia Ballanger (FRA) | Galina Enukhina (RUS) |
| 9-11 de junho de 1995     | Cottbus    | Oksana Grichina (RUS) | Galina Enioukhina (RUS) | Erika Salumäe (EST)   |
| 13-15 de julho de 1995    | Adelaide   | Erika Salumäe (EST)   | Félicia Ballanger (FRA) | Michelle Ferris (AUS) |
| 18-20 de julho de 1995    | Tóquio     | Wang Yan              | Erika Salumäe           | Felicia Ballanger     |
| 25-27 de agosto de 1995   | Manchester | Felicia Ballanger     | Tanya Dubnicoff         | Erika Salumäe (EST)   |
| 15-17 de setembro de 1995 | Quito      | Erika Salumäe (EST)   | Oksana Grichina (RUS)   | Deu Wynd (NZL)        |

### Perseguição individual
| Data                      | Lugar      | Vencedor               | 2                        | 3                        |
| ------------------------- | ---------- | ---------------------- | ------------------------ | ------------------------ |
| 19-21 de maio de 1995     | Atenas     | Catherine Marsal (FRA) | Antonella Bellutti (ITA) | Judith Arndt (GER)       |
| 9-11 de junho de 1995     | Cottbus    | Janie Eickhoff (USA)   | Antonella Bellutti (ITA) | Barbeou Meužeikytė (LTU) |
| 13-15 de julho de 1995    | Adelaide   | Sarah Ulmer            | Karen Barrow             | Ina-Yoko Teutenberg      |
| 18-20 de julho de 1995    | Tóquio     | Sarah Ulmer            | Ma Huizhen               | Karen Barrow             |
| 25-27 de agosto de 1995   | Manchester | Antonella Bellutti     | Svetlana Samokhvalova    | Marion Clignet           |
| 15-17 de setembro de 1995 | Quito      | Sarah Ulmer (NZL)      | Natalia Karimova (RUS)   | Anke Wichmann (GER)      |

### Corrida por pontos
| Data                      | Lugar      | Vencedor                    | 2                           | 3                           |
| ------------------------- | ---------- | --------------------------- | --------------------------- | --------------------------- |
| 19-21 de maio de 1995     | Atenas     | Catherine Marsal (FRA)      | Ingrid Haringa (NED)        | Judith Arndt (GER)          |
| 9-11 de junho de 1995     | Cottbus    | Janie Eickhoff (USA)        | Ina-Yoko Teutenberg (GER)   | Maria Jongeling (NED)       |
| 13-15 de julho de 1995    | Adelaide   | Nathalie Lancien-Even (FRA) | Félicia Ballanger (FRA)     | Sarah Ulmer                 |
| 18-20 de julho de 1995    | Tóquio     | Ina-Yoko Teutenberg         | Michelle Ferris             | Ludmilla Gorojanskaja (BLR) |
| 25-27 de agosto de 1995   | Manchester | Svetlana Samokhvalova       | Nathalie Lancien-Even       | Ingrid Haringa              |
| 15-17 de setembro de 1995 | Quito      | Jacqueline Nelson (NZL)     | Svetlana Samokhvalova (RUS) | Belem Guerreiro (MEX)       |